# 黃三元
黃三元（1935年—1999年），台灣中部台語男歌手，和北部的洪一峰，南部的文夏鼎足而立。曾獲「寶島歌王」稱號。

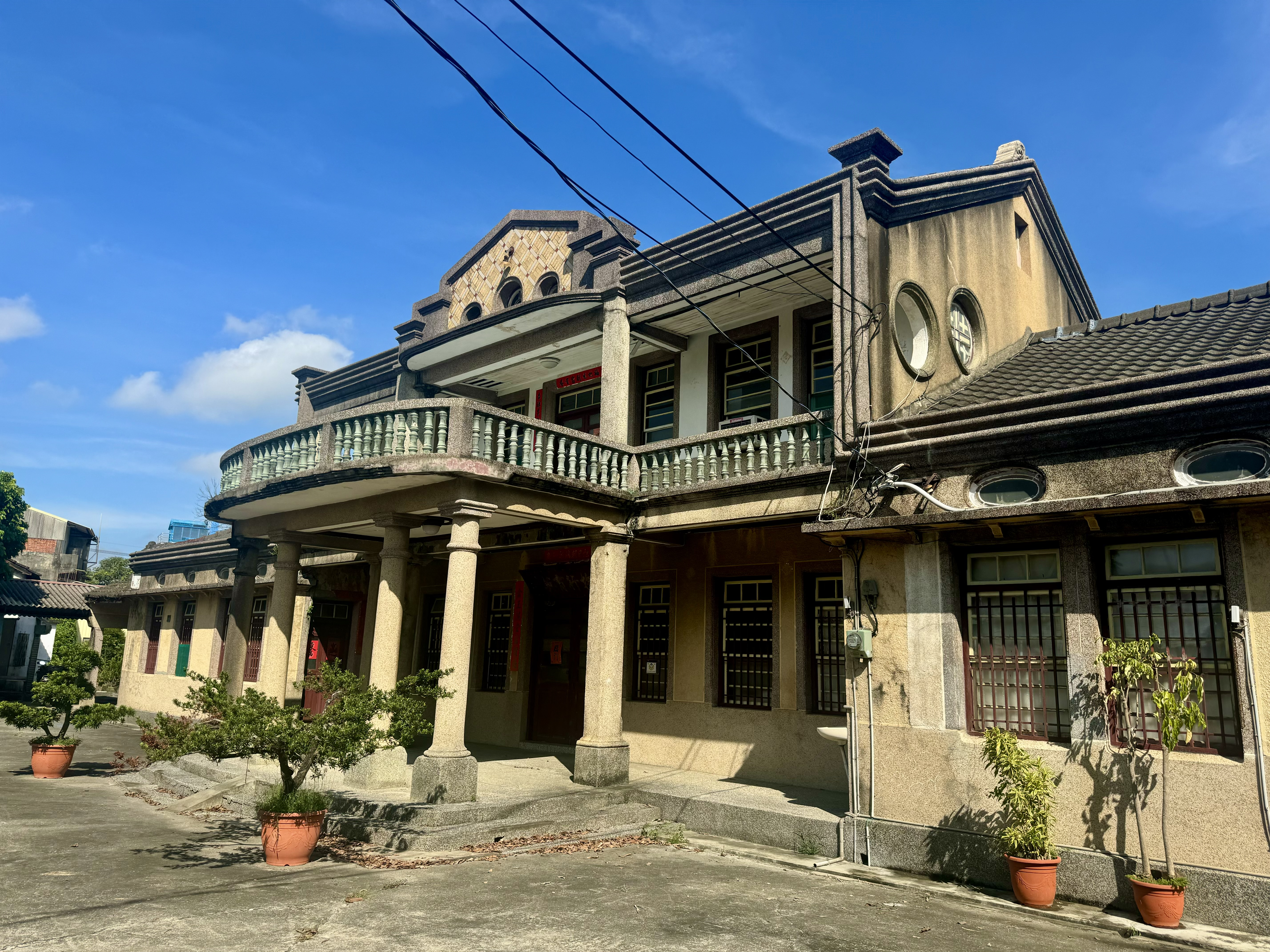
黃三元故居

## 生平
黃三元出身於彰化縣埔心鄉二重湳聚落（屬二重村）。父親黃義外號「打鳥義」，是當地富豪，娶了5位妻子。
黃三元當兵時編入藝工大隊，退伍後進入歌壇。除了唱歌，他也能彈吉他、作曲。曾唱紅《思念故鄉的情歌》、《素蘭小姐要出嫁》、《晚頭的水蛙》等歌曲。他憑藉《素蘭小姐要出嫁》這首歌被喻為「寶島歌王」。該歌曲後來有拍成同名電影，由他擔任男主角，並在電影上映期間巡迴全省登台。他對故鄉埔心、員林有深厚感情，經常將故鄉的特色寫入歌詞中。
1969年，黃三元趕場演出時發生車禍，腳部受傷嚴重，成為一長一短。其後又出現兩次中風。